# لاغونيغرو
لاغونيغرو (بالإيطالية: Abriola)‏ هي بلدية في مقاطعة بوتنسا في إقليم بازيليكاتا الإيطالي.

## السكان
في سنة 1861 بلغ عدد السكان 4٬830 نسمة، وتطور العدد ليصل في سنة 2011 لـ 5٬725 نسمة.
يظهر هذا المخطط البياني تطور النمو السكاني لـ لاغونيغرو

## أعلام
- مانجو